# Urodziny (film)
Urodziny (rum. Aniversarea) – rumuński film fabularny z 2017 roku w reżyserii Dana Chișu.
Polska premiera filmu odbyła się 16 października 2017 podczas Warszawskiego Festiwalu Filmowego.

## Opis fabuły
Spotkanie rodziny i znajomych w czasie przyjęcia urodzinowego 94-letniego Radu Maligana staje się pretekstem do ujawnienia niewygodnych sekretów z przeszłości. Przedstawiciele różnych pokoleń odmiennie oceniają różne wydarzenia z przeszłości Rumunii.

## Obsada
- Adina Galupa jako Betty
- Mircea Albulescu jako Radu Maligan
- Coca Bloos jako Bobeica
- Mircea Andreescu jako Matasaru
- Simona Bondoc jako Valeria Maligan
- Dana Voicu jako Vica Maligan
- Răzvan Vasilescu jako Ducu
- Emanuel Parvu jako Sandu
- Madalina Constantin jako Alina
- Rodica Lazar jako Molly
- Adrian Paduraru jako Vulpe
- Emilia Dobrin jako Marina Dumitru
- Marian Râlea jako psycholog
- Mihai Constantin jako duchowny prawosławny